# Liste der Kulturgüter in Hagneck
Die Liste der Kulturgüter in Hagneck enthält alle Objekte in der Gemeinde Hagneck im Kanton Bern, die gemäss der Haager Konvention zum Schutz von Kulturgut bei bewaffneten Konflikten, dem Bundesgesetz vom 20. Juni 2014 über den Schutz der Kulturgüter bei bewaffneten Konflikten sowie der Verordnung vom 29. Oktober 2014 über den Schutz der Kulturgüter bei bewaffneten Konflikten unter Schutz stehen.
Objekte der Kategorie A sind im Gemeindegebiet nicht ausgewiesen, Objekte der Kategorie B sind vollständig in der Liste enthalten, Objekte der Kategorie C fehlen zurzeit (Stand: 1. Januar 2023). Unter übrige Baudenkmäler sind geschützte Objekte zu finden, die im Bauinventar des Kantons Bern als «schützenswert» verzeichnet sind.

## Kulturgüter
| Foto |                                                                      | Objekt                            | Kat. | Typ | Standort                      | Beschreibung |
| ---- | -------------------------------------------------------------------- | --------------------------------- | ---- | --- | ----------------------------- | --- |
| ja   | Datei hochladen · Wikidata zu Kraftwerk und Wehr Hagneck (Q29652125) | Kraftwerk und Wehr KGS-Nr.: 09913 | B    | G   | Seestrasse 23 580193 / 212107 | In den Jahren 1897 bis 1900 durch Conradin Zschokke erbautes Laufwasserkraftwerk der Bernischen Kraftwerke AG am Hagneckkanal. Der weitgehend original erhaltene Pionierwerk des schweizerischen Elektrizitätswerkbaus ist ein massiver Längsbau mit Flachdach, dessen Schaltanlage sich im turmartig erhöhten Ostteil befindet. Der Sockel besteht aus rustizierenden Kalksteinen, die Fassaden des sind verputzt und durch Lisenen sowie Gurtgesims gegliedert. |

## Übrige Baudenkmäler
Hinweis: Anstelle der KGS-Nummer wird als Objekt-Identifikator (ID) die Grundstücksnummer verwendet.
| ID  | Foto |                                                                                     | Objekt                                   | Typ | Standort                         | Beschreibung |
| --- | ---- | ----------------------------------------------------------------------------------- | ---------------------------------------- | --- | -------------------------------- | ------------ |
| 352 | ja   | Datei hochladen · Wikidata zu Wohnhaus für Kraftwerkangestellte (1914) (Q117069572) | Wohnhaus für Kraftwerkangestellte (1914) | G   | Seestrasse 22 580354 / 212119    |              |
| 505 | ja   | Datei hochladen · Wikidata zu Bauernhaus (1894/95) (Q117069909)                     | Bauernhaus (1894/95)                     | G   | Hauptstrasse 14 580903 / 211917  |              |
| 508 | ja   | Datei hochladen · Wikidata zu Ofenhaus (19. Jh.) (Q117070013)                       | Ofenhaus (19. Jh.)                       | G   | Hauptstrasse 21a 580917 / 211835 |              |
| 529 | ja   | Datei hochladen · Wikidata zu Bauernhaus (um 1880) (Q117072228)                     | Bauernhaus (um 1880)                     | G   | Hauptstrasse 24 580712 / 211722  |              |